# 社会人野球
社会人野球（しゃかいじんやきゅう）とは、野球競技において、チームの構成員が一般社会人である場合に用いられる区分・名称。

## 概略
プロ野球やセミプロ野球の選手も社会人ではあるが、「社会人野球」とはあくまでアマチュア野球のうち、社会人が行う野球を指す。社会人野球の最上位連盟である日本野球連盟のメンバー登録規約によると、チームの構成員は全員が競技者としての報酬（勝利給、契約金などの類）を一切受けていないことが条件となる。よって、基本的には社員選手として、チームの所属企業・団体などと、正社員・契約社員（嘱託社員含む）などのなんらかの形で従業員として雇用契約を結んでいることが大前提となる。
実際には構成部員が所属する勤務先において、ほとんどを野球競技者としての活動に費やし、競技者としての報酬を受けていると呼べる例も存在しているが、多くの選手は上記の通り、なんらかの形で雇用契約を結んで、総務担当勤務扱いなどにされているため、部員登録規定違反には抵触しない。
社会人野球チームも、企業チーム、地域密着型のクラブチームと様々な形態があるが、硬式野球チームの大部分は日本野球連盟に所属して活動を行っている（草野球チームを含めた社会人軟式野球チームは、別の管理管轄下で活動している）。

### 黎明期
日本で野球が行われるようになったのは1872年ごろで、最初の本格的チームは新橋鉄道局の鉄道関係者で組織されていた「新橋アスレチック倶楽部」といわれている（創部は1878年）。この新橋倶楽部が品川にてグランドを造り、これが日本最初の野球場（「保健場」）である。
なお当時の呼び名では一塁は「第一関門」、ホームベースは「本基」、イニングは「小勝負」、ゲームセットは「全勝負」、ホームランは「廻了」といった具合であった。

## 大会
主なものは以下の通り。詳細は当該関連団体の項に記載。
- 硬式野球
  - 地区連盟主催大会（主催：日本野球連盟に属する各地区連盟）
  - 都市対抗野球大会（主催：日本野球連盟・毎日新聞社。7月中旬〜下旬開催）
  - 社会人野球日本選手権大会（主催：日本野球連盟・毎日新聞社。11月開催）
  - 全日本クラブ野球選手権大会（主催：日本野球連盟・毎日新聞社。8月後半〜9月前半開催）

- 軟式野球
  - 天皇賜杯全日本軟式野球大会（主催：全日本軟式野球連盟。9月後半開催）
  - 国民体育大会軟式野球競技［一般A／一般B／成年］（主催：日本スポーツ協会・文科省他。9-10月開催）
  - 高松宮記念杯全日本軟式野球大会［1部／2部］（主催：全日本軟式野球連盟。9月中旬開催）
  - ニッサングリーンカップ・全国草野球大会（1979年〜1992年。現在は消滅）
  - GBN全国草野球大会（社会人・学生いずれも参加可能）
  - 全日本女子軟式野球選手権大会・一般の部（8月開催）

## 他のアマチュア野球団体との関係
社会人野球を含む日本のアマチュア野球は、長年、社会人野球・大学野球・高校野球・少年野球・学童野球・女子野球・その他の学生野球（専門学校、高専）の団体が複雑に絡み合って発展し、且つ、それぞれが独立して運営されてきた。
詳細はアマチュア野球の項での当該説明を参照の事。
(社会人野球と関連団体の織体系を説明する場合、アマチュア野球界としての関連の中で説明した方が全体の構図として分かりやすく、重複部分も多いため)

## 日本以外での状況
日本の他には韓国（実業野球と呼ばれる）や台湾などに社会人野球が存在する。
アメリカでは各地に実業団リーグ（industrial league）が19世紀末からある。特に20世紀前半は多数のリーグが存在し、日本の社会人野球同様プロ選手を輩出することもあった。現在はアメリカ国内のアマチュア選手がプロへ進むルートは高校・大学を経るものがほとんどであり、実業団にはプロ志望の選手の受け皿的な役割は期待されていない。

## 英語での呼称
英語には日本語でいう社会人野球つまり「学生野球や学童野球以外のアマチュア野球」を表す語句は存在しない。英語の報道媒体では前述の"industrial league"を用いる場合が多いが、本来は実業団同士の競技を示す言葉で、クラブチームも多い現在の日本の社会人野球に用いるのは、厳密には正確ではない。